# Xenicola
Xenicola is een geslacht van rechtvleugeligen uit de familie sabelsprinkhanen (Tettigoniidae). De wetenschappelijke naam van dit geslacht is voor het eerst geldig gepubliceerd in 1940 door Uvarov.

## Soorten
Het geslacht Xenicola omvat de volgende soorten:
- Xenicola dohrni Brunner von Wattenwyl, 1891
- Xenicola superba Brunner von Wattenwyl, 1891